# Grangetown
Grangetown är en community i Storbritannien.   Den ligger i kommunen Cardiff och riksdelen Wales, i den södra delen av landet, 210 km väster om huvudstaden London.
Grangetown är en förort i södra delen av Cardiff.